# Папська комісія священної археології
Па́пська комі́сія свяще́нної архео́логії (лат. Pontificia Commissio de Sacra Archaeologia, італ. Pontificia Commissione di Archeologia Sacra) — дикастерія Римської курії.
Комісію заснував Папа Римський Пій IX 6 січня 1852 року для догляду за стародавніми священними похованнями, пам'яток перших століть християнства; збереження їх цілості й подальших наукових досліджень. Комісія вела розкопки в катакомбах Рима. Папа Пій XII своєю енциклікою primitivi cimiteri  від 11 грудня 1925 року розширив повноваження комісії: після латеранських угод її сфера діяльності поширена на всю територію Італії.
2009 року Папа Римський Бенедикт XVI провів реформу в Папській комісії зі священної археології. Був створений пост суперінтенданта з археології катакомб, який здійснюватиме наукове і технічне керівництво всіма розкопками й дослідженнями Комісії, а адміністративні функції виконуватимуть її президент і секретар.
- Голова Папської комісії священної археології — Кардинал Джанфранко Равазі;
- Секретар — монсеньйор Джованні Карру;
- Суперінтендант археології катакомб — професор Фабріціо Бісконті.

## Голови Папської комісії священної археології
- Кардинал Базиліо Помпілі (1925 — 5 травня 1931);
- Кардинал Франческо Маркетті Сельваджані (1931 — 13 січня 1951);
- Кардинал Клементе Мікара (1951 — 11 березня 1965);
- Кардинал Луїджі Тралья (1965—1967);
- Кардинал Анджело Делл’Акква (1967—1969);
- Архієпископ Дженнаро Вероліно (1969—1986);
- Архієпископ Маріо Ск'єрано (1987 — 28 жовтня 1990);
- Кардинал Франческо Маркізано (4 вересня 1991 — 28 серпня 2004);
- Кардинал Мауро П'яченца (28 серпня 2004 — 9 березня 2007);
- Кардинал Джанфранко Равазі (3 вересня 2007 —).

## Виноски
1. ↑  Бенедикт XVI реформував Папську комісію зі священної археології - Milites Christi Imperatoris